# Перші випробування
«Перші випробування» — радянський двосерійний історично-революційний кінороман, знятий за мотивами трилогії Якуба Коласа «На ростаннях» на кіностудії «Білорусьфільм» в 1960—1961 роках режисером В. Корш-Сабліним. Прем'єра 1-ї серії відбулося 28 липня 1960 року, 2-ї серії — 4 вересня 1961 року.

## Сюжет
Дію фільму приурочено до подій російської революції 1905—1907 років. На відміну від оригінального твору Якуба Коласа в фільмі введені нові герої, дещо змінена хронологія подій, мотивація вчинків героїв, і, в цілому, сюжет. Молодий інтелігент Андрій Лобанович приїжджає вчителювати в білоруське поліське село Тельшино. Тут А. Лобанович вступає в фіктивний шлюб з революціонеркою Ольгою Андросовою. Шляхтянка Ядвися, яку кохає Андрій, погоджується чекати його розлучення. На нелегальному з'їзді вчителів А. Лобановича заарештовують. Ядвися хоче щасливого сімейного життя без політичних потрясінь і благає Андрія забути про неї. Разом з Андрієм на ув'язнення вирушила Ольга Андросова. До творчих успіхів знімальної групи критики відносять образотворче рішення фільму: натурні епізоди білоруської природи, які близькі стилю коласівської прози. Відзначена також яскрава гра О. Кістова (отець Володимир) і Г. Глєбова (дяк Бутяновський).

## У ролях
- Едуард Ізотов — Андрій Лобанович
- Наталія Кустинська — Ядвися
- Олена Корнілова — Ольга Андросова
- Іван Шатило — Гліб
- Юрій Дедович — Садович
- Микола Єременко (старший) — Тодорик
- Віктор Тарасов — Аксен Каль
- Олександр Кістов — отець Володимир
- Гліб Глєбов — дяк Бутяновський
- Тетяна Баришева — мати
- Михайло Названов — Скирмунт
- Ганна Заржицька — епізод

## Знімальна група
- Автор сценарію: Аркадій Кулешов, Максим Лужанін
- Режисер: Володимир Корш-Саблін
- Оператор-постановник: Андрій Булинський
- Композитор:  Євген Глєбов
- Художники-постановники: Володимир Бєлоусов, Юрій Буличов